# مارك أنطوان بارسيفال
مارك أنطوان بارسيفال (بالفرنسية: Marc-Antoine Parseval)‏ هو عالم رياضيات فرنسي عاش خلال القرن التاسع عشر.